# Juan Chamorro
Juan Onofre Chamorro Azócar (Talcahuano, provincia de Concepción,  Chile, 1885 – Valparaíso, 23 de junio de 1941) fue un sindicalista y agitador revolucionario chileno, que trabajaba como estibador y carnicero. Es considerado uno de los principales impulsores del movimiento anarcosindicalista portuario en Chile.

## Biografía
Juan Chamorro Azócar nació en una familia comprometida con la política y la prensa en el Chile de finales del siglo XIX. Sus padres, Juan de Dios Chamorro Hernández y María Celia Azócar Burgos, jugaron un papel activo en el Partido Demócrata (PD) durante la era de la Coalición Liberal. Su padre, además, fue director del influyente periódico "La Industria" en Talcahuano en 1900. En ese tiempo, el PD estaba inmerso en una lucha interna por el control del partido en Talcahuano, compitiendo con el grupo liderado por Daniel Navarrete, quien abogaba por una postura más conservadora.
Chamorro Azócar tenía una hermana mayor llamada Emilia Chamorro Azócar, nacida en 1884. Su familia desempeñó un papel fundamental en su desarrollo político y personal.
En 1905, a la temprana edad de 20 años, Juan Chamorro decidió trasladarse a Valparaíso en busca de mejores oportunidades. En esta ciudad portuaria, se matriculó en la Escuela de Artes y Oficios, donde más tarde se graduó como mecánico profesional.
Militó hasta 1911 en las filas del Partido Demócrata de Luis Emilio Recabarren pero decepcionado de la política parlamentaria pasó a la militancia anarquista, llegando a ser en 1913 presidente de la Sociedad de Estibadores y Gente de Mar (SEGEM) de Valparaíso y Secretario General de la Federación Obrera Regional de Chile (FORCH), la confederación anarcosindicalista de Chile. Fue fundador y activo organizador del Centro de Estudios Sociales del Puerto y ese mismo año estuvo a la cabeza como presidente del comité pro 1.º de Mayo de Valparaíso en 1913, donde los anarquistas tuvieron un rol protagónico.
El impulso de la organización anarquista estaba condicionada por el sello que le imprimía Chamorro, quien reunía las típicas características de un líder obrero, de un agitador revolucionario y un movilizador de multitudes. Fue la más notable personalidad entre la nueva generación de anarquistas del naciente siglo XX.
En 1917 fue uno de los principales organizadores del Congreso Marítimo, que reunió a las Sociedades portuarias de todo el litoral chileno en pos de la organización de una huelga general. Este movimiento se iniciaba en demanda de las 8 horas laborales y, especialmente, debido a que el Estado había ordenado ejercer un control efectivo sobre los trabajadores marítimos, a través de la fotografía forzosa para la identificación. Los trabajadores sabían que esta ley permitiría un excesivo control del Gobierno y de los empleadores, quienes utilizarían este recurso para limitar la contratación de mano de obra sindicalizada y para despedir a los agitadores de sus faenas. Fue preso ese año y en 1921 en la gran huelga de ese año tras el "proceso a los subversivos".
Su actividad destacada en la huelga contra la fotografía forzosa de 1917 lo lleva a recibir una serie de anónimos donde se le amenaza de muerte si no desiste de sus intentos por combatir la ley identificatoria. Desde las páginas de la prensa obrera comenta el incidente:

“Una banda compuesta por unos músicos sin instrumentos, que han recorrido la escala social en el sentido de vendedores y verdugos (sic) están esperando la oportunidad para cruzar mi cuerpo a balazos… ¡Pobres desgraciados! ¿Cuánto ganarán con matarme… ahora que la obra está hecha en todo el país?, ¿Creen acaso que mi existencia podría acallar las iras del pueblo que sufre hambre, miserias y atropellos?”.

El dirigente marítimo termina su descargo afirmando que los trabajadores ya están al tanto de la situación y que él no era tan manso como algunos habían querido creer… se despide irónicamente escribiendo “¡Salud victimarios!”.
Una prueba de la previsión que Chamorro tenía ante cualquier peligro de muerte, nos la entrega el relato de Tom Barker (obrero australiano deportado a Chile en 1918), quien afirma que en aquel tiempo no se cometía crimen alguno portando armas en Chile, y como se supuso que en cualquier momento alguien podía atentar contra la vida de este obrero anarquista, él siempre mantuvo dos revólveres en el mostrador de la carnicería donde ejercía el oficio, “Si alguien venía tras de él, tenía que disparar primero”.
La huelga de 1917 sin embargo resultó un fracaso para los trabajadores, pues la patronal organizó piquetes de rompehuelgas y el gobierno envió tropas desde santiago para reprimir a los amotinados, por lo que las organizaciones anarquistas fueron diezmadas hasta 1918, cuando comienzan a reagruparse en Santiago federalmente y por gremios y en los puertos en uniones por industria bajo la Industrial Workers of the World (IWW), de la que Chamorro fue el primer Secretario en Valparaíso, a través de la Unión de Trabajadores Portuarios.
Durante la dictadura de Carlos Ibáñez del Campo, que tuvo lugar entre 1927 y 1931, Juan Chamorro desapareció de la escena pública. Es probable que, ante la amenaza de persecución, haya salido del país o se haya mantenido en la clandestinidad. Durante la década de 1930, su presencia pública disminuyó notablemente.
Sin embargo, ocasionalmente, Chamorro reaparecía en algunos mítines donde hablaba como un legendario miembro de la IWW (Industrial Workers of the World), una organización que había perdido influencia en el movimiento obrero después de la dictadura.
Juan Chamorro Azócar, conocido como el "agitador" del puerto, falleció el 23 de junio de 1941 en el ya desaparecido Hospital Alemán de Valparaíso. Su certificado de defunción indicaba que su muerte se debió a una insuficiencia cardíaca causada por una hidropesía que había padecido durante años, deformando su cuerpo. Estos detalles se conocieron gracias al relato de uno de sus cercanos amigos en el puerto, el periodista obrero, naturista y esperantista José Encarnación Novoa Orellana:

falleció sólo con la única compañía de una humanitaria enfermera. No le rodeaban ni los hombres por los cuales sacrificara su bienestar y horas de descanso, ni familiares convencionales o espirituales. El hombre que en las épicas jornadas del movimiento obrero porteño pusiera en jaque a los industriales navieros, comerciantes inescrupulosos y autoridades, murió completamente sólo, con sus recuerdos, sus glorias pasadas, sus reflexiones, quizás “haciendo un inventario de las acciones llamadas buenas o malas”.

### Obra
Artículos en la prensa:
- Libertad (Viña del Mar, 1909-1910).

- La Defensa Obrera (Valparaíso, 1913-1915).

- La Batalla (Santiago, 1912-1916 y Valparaíso, 1916-1926).

- Mar y Tierra (Valparaíso, 1907, 1911, 1913, 1917, 1920-1921), órgano oficial de la Unión de Estibadores y Gente de Mar.